# Иван Колев (волейболист)
Вижте пояснителната страница за други личности с името Иван Колев.
Иван Колев е български волейболист, юноша на ВК ЦСКА.

## Биография
Роден е на 2 януари 1987 г. в гр. София.

## Кариера
- 2012 – 2012 Al-Gharaffa (Doha, Qatar )
- 2011 – 2012 Panathinaikos (Athenes, Greece )
- 2011 – 2011 RWE Bottrop (Bottrop, Germany )
- 2010 – 2011 Heyat Volleyball Khorasan Razavi (Mashhad, Iran )
- 2009 – 2010 Bassano Volley (Bassano del Grappa, Italy )
- 2009 – 2010 Yoga Volley (Forli, Italy )
- 2003 – 2009 ВК ЦСКА (София, България )
- 2008 – 2009 Български национален отбор
- 2002 – 2007 Капитан на младежкия национален отбор

### Световни първенства
- 2007/2008 1st place in the Championship
- 2007 – 6-о място на Световно първенство в Мароко
- 2005 – 9-о място на Световно първенство в Алжир

### Европейски първенства
- 2003 – 7-о място на Европейско първенство в Хърватия

### Балкански първенства
- 2007 – 1-во място на Балканско първенство и най-ценен играч (MVP) на състезанието
- 2005 – 1-во място на Балканско първенство
- 2004 – 1-во място на Балканско първенство
- 2003 – 1-во място на Балканско първенство